# Celio Valladares
Celio Antonio Valladares Ávila (Tegucigalpa, Francisco Morazán, Honduras; 2 de mayo de 1989) es un futbolista de nacionalidad hondureña. Juega de guardameta. Actualmente juega en los Lobos UPNFM de la Liga Nacional de Honduras. 

## Trayectoria
Celio Valladares inició como futbolista en el año 2009 con el Club Deportivo Olimpia, club con el que jugó hasta en el año 2011, cuando el Deportes Savio se interesó en sus servicios.

## Clubes
| Club                   | País     | Año         |
| ---------------------- | -------- | ----------- |
| Club Deportivo Olimpia | Honduras | 2009-2011   |
| Deportes Savio         | Honduras | 2011-2014   |
| Victoria               | Honduras | 2014-2015   |
| Gimnástico             | Honduras | 2015        |
| Lobos UPNFM            | Honduras | 2016-2021   |
| C. D. S. Vida          | Honduras | 2021-2022   |
| Lobos UPNFM            | Honduras | 2022-Actual |